# Фатин, Геннадий Фёдорович
Генна́дий Фёдорович Фа́тин (27 января 1929 — 12 сентября 2003) — передовик советского железнодорожного транспорта, слесарь локомотивного депо станции Ершов Приволжской железной дороги, Саратовская область, почётный железнодорожник, Герой Социалистического Труда (4 августа 1966).

## Биография
Геннадий Фатин родился 27 января 1929 года в селе Ново-Черниговка Озинского района Нижне-Волжского края (ныне Саратовская область). Мать Фатина Анастасия Дмитриевна работала дояркой в совхозе «Озерки». Отец умер, когда Геннадию не было и года. В 1937 году пошёл в школу, где отучился 4 класса. Дальше продолжать учиться не мог из-за материальных проблем в семье. В 1944 году переехали в село Дергачи, где в возрасте пятнадцати лет, в годы Великой Отечественной войны, начал трудовую деятельность в колхозе имени XVII партсъезда. При заправке трактора по неосторожности получил тяжелейшие ожоги третьей степени. Пролежав в больнице год и 2 месяца, был выписан. В 1946 году поступил в Энгельсское железнодорожное училище по специальности «слесарное дело». 
В 1948 году, после окончания учёбы, был направлен в локомотивное депо станции Ершов, где и работал слесарем. Здесь отработал слесарем более 20 лет. За всю трудовую деятельность через его руки прошла не одна сотня паровозов и тепловозов. Не было случая, чтобы отремонтированные им узлы отказали в пути.
Отличался большим трудолюбием, желанием сделать порученную работу как можно лучше и качественнее. Ему был доверен наиболее сложный участок работы: был назначен старшим на ремонте поршневой группы дизельного цеха. Постоянно передавал свои знания и навыки молодым рабочим, проводил уроки в школе передового опыта. Активно занимался рационализаторской работой, искал пути улучшения организации труда, повышения его производительности.
Указом Президиума Верховного Совета СССР от 4 августа 1966 года за выдающиеся успехи, достигнутые в выполнении заданий семилетнего плана перевозок, развитии и технической реконструкции железных дорог, Геннадию Фёдоровичу Фатину присвоено звание Героя Социалистического Труда с вручением ордена Ленина и золотой медали «Серп и Молот».
В 1967 году был депутатом Ершовского горсовета. В 1968 году избран депутатом райсовета. В 1970 году по семейным обстоятельствам был переведён в локомотивное депо Саратов, где и работал до ухода на заслуженный отдых.
Проживал в городе Саратове. Умер 12 сентября 2003 года на 75-м году жизни.

## Награды
- Герой Социалистического Труда (04.08.1966)
- Орден Ленина (04.08.1966)
- Ударник пятилетки
- Почётный железнодорожник